# George Stanley (9e baron Strange)
George Stanley (1460 – 4 ou 5 décembre 1503), 9e baron Strange (en), était un noble anglais, fils aîné de Thomas Stanley, 1er comte de Derby.

## Biographie
Il est né vers 1460 à Knowsley, Lancashire, en Angleterre. Il est le fils aîné de Thomas Stanley et de sa première épouse Eleanor Neville, la sœur de Richard Neville, comte de Warwick. À la suite de son second mariage avec Marguerite Beaufort, comtesse de Richmond, son père Thomas est devenu le beau-père d'Henri Tudor, plus tard le roi Henri VII.

## Source
- (en) Cet article est partiellement ou en totalité issu de l’article de Wikipédia en anglais intitulé « George Stanley, 9th Baron Strange » (voir la liste des auteurs).